# Yushe
Yushe (en chino:榆社县, pinyin:Yúshè xiàn) es un condado bajo la administración directa de la ciudad-prefectura de Jinzhong. Se ubica al centro-este de la provincia de Shanxi, este de la República Popular China. Su área es de 1699 km² y su población total para 2010 fue +100 mil habitantes.

## Administración
El condado de Yushe  se divide en 9 pueblos que se administran en 4 poblados y 5 villas.